# The Exploits of Elaine
The Exploits of Elaine (estrenada a França amb el títol Les Mystères de New York) és una pel·lícula serial estatunidenca de 1914 del gènere donzella en perill de The Perils of Pauline (1914).
The Exploits of Elaine explica la història d'una jove anomenada Elaine que, amb l'ajuda d'un detectiu, intenta trobar l'home, conegut només com "The Clutching Hand", qui assassinà el seu pare. The Clutching Hand va ser el primer vilà misteriós a aparèixer en una sèrie de pel·lícules. El concepte va ser àmpliament utilitzat durant la resta de l'existència del format.
La sèrie protagonitza Pearl White (que també va protagonitzar The Perils of Pauline), Arnold Daly, Sheldon Lewis, Creighton Hale i Riley Hatch. Lionel Barrymore hi va tenir un petit paper. La sèrie va ser escrita per Arthur B. Reeve (novel·la), Charles W. Goddard i George B. Seitz, i dirigida per Louis J. Gasnier, Seitz, i Leopold Wharton. La pel·lícula va ser produïda per Whartons Studios i distribuïda per Pathé Exchange, la branca de distribució nord-americana de l'empresa francesa Pathé en aquell moment. Pathé va ser la companyia de producció i equipament cinematogràfic més gran del món durant la primera part del segle xx.
La pel·lícula va ser seguida el 1915 per The New Exploits of Elaine.
La sèrie, que existeix, va ser nomenada al National Film Registry dels Estats Units el 1994 per la seva importància cultural i històrica.

## Repartiment
- Pearl White - Elaine Dodge
- Arnold Daly - Detectiu Craig Kennedy
- Creighton Hale - Walter Jameson (Ep. 1, 2, 3)
- Raymond Owens - Walter Jameson (Ep. 4-14)
- Sheldon Lewis - Perry Bennett / The Clutching Hand. Sheldon Lewis, com l'atractiu advocat Perry Bennett i The Clutching Hand, va ser "el primer de la llarga desfilada d'amenaces desconegudes del gènere en sèrie."[4][5]
- Edwin Arden - Wu Fang
- Leroy Baker – El majordom
- Bessie Wharton - Tia Josephine, Mrs. Dodge
- Riley Hatch - President Dodge (com William Riley Hatch)

- Robin H. Townley - Limpy Red
- Floyd Buckley - Michael

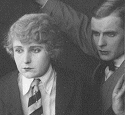
Pearl White i Creighton Hale.

- Lionel Barrymore - Paper indeterminat
- M.W. Rale - Wong Lang Sin. Long Sin és un personatge de perill groc, que vol el mapa del tresor de Clutching Hand. S'acaba de convertir en un agent de Wu Fang a la seqüela. Wu Fang va aparèixer en diverses sèries de Pearl White.[6]
- George B. Seitz
- Howard Cody - Paper indeterminat
- Paul Panzer - Paper indeterminat (sense confirmar)

## Producció
The Exploits of Elaine es va basar en un llibre de la sèrie "Craig Kennedy, Scientific Detective" d'Arthur B. Reeve. Va ser un prototip de sèrie de misteri científic però té menys interès per al públic posterior. Bona part de la tecnologia i la ciència demostrades a la sèrie aviat es van convertir en obsoletes o considerades mundanes. Per exemple, la sèrie ha d'explicar el concepte d'empremtes digitals d'una manera dramàtica. Tanmateix, la sèrie va ser un èxit en el seu llançament i va donar lloc a dues seqüeles, The New Exploits of Elaine (1915) i The Romance of Elaine (1915).

## Deixades en suspens
De manera semblant a altres sèries de pel·lícules, cada capítol normalment es tancava amb una deixada en suspens amb Elaine en algun perill físic o enfrontada a una revelació impactant. Per exemple, al final del capítol 10, l'Elaine mor. Després, Craig Kennedy la torna a la vida al següent capítol.

## Recepció crítica
Segons l'opinió del crític de cinema Stedman, aquesta sèrie és una millora de The Perils of Pauline, amb una millor interpretació, guió i direcció.

## Títols dels capítols
1. The Clutching Hand
2. The Twilight Sleep
3. The Vanishing Jewels
4. The Frozen Safe
5. The Poisoned Room
6. The Vampire
7. The Double Trap
8. The Hidden Voice
9. The Death Ray
10. The Life Current
11. The Hour of Three
12. The Blood Crystals
13. The Devil Worshippers
14. The Reckoning